# Richard Yates
Richard Yates (Yonkers, 3 de febrero de 1926-Birmingham, 7 de noviembre de 1992) fue un escritor, periodista, profesor y guionista estadounidense. Se hizo popular como cronista del estilo de vida estadounidense de mediados del siglo XX.

## Vida
Nació en Yonkers, Nueva York, en 1926. Tuvo una infancia marcada por la separación de sus padres a los tres años y la consiguiente inseguridad emocional, que reflejan sus libros. Durante los últimos meses de la Segunda Guerra Mundial contrajo tuberculosis en el frente. Tras una larga convalecencia en un hospital de veteranos, vivió un tiempo en Francia. Al regresar a los Estados Unidos, en 1953, se dedicó a la escritura. En 1961, su novela Vía revolucionaria fue aclamada por la crítica y por escritores de la talla de Tennessee Williams. 
Su vida, marcada por el alcohol, estuvo llena de altibajos. Escribió los discursos de Robert Kennedy hasta 1963, cuando John F. Kennedy fue asesinado. Se mudó a Hollywood y escribió varios guiones, incluyendo una adaptación de Lie Down in Darkness, de William Styron. Durante siete años fue profesor en los talleres de escritura de la Universidad de Iowa para luego enseñar en otras ciudades de Estados Unidos, desde Boston hasta Nueva York, e instalarse, con el mismo fin, en Tuscaloosa en 1991.
Murió en Alabama en 1992; por entonces su obra estaba más bien olvidada. Escritores como Raymond Carver y Richard Ford reivindicaron su memoria y lograron que su obra volviese a circular (desde 2008, en España). Hoy se considera que Richard Yates es un clásico estadounidense del siglo XX.

## El escritor
Destacó ya en 1961 con su primera novela Vía revolucionaria, que quedó finalista en la novela del año estadounidense de esa fecha, y que la crítica la calificó de 'perfecta'. Tras su primer éxito, siguió escribiendo una importante serie de novelas y cuentos: nueve libros en total. 
La escritura de Richard Yates refleja el primer estadio de la frustración de hombres y mujeres ante ese ideal imposible estadounidense, el “crack” ideológico y sentimental que Fitzgerald volcó en su “era del jazz” y que él ubica en la “era de la ansiedad”.
Ninguna de sus novelas podía encontrarse editada en los primeros años posteriores a su muerte, aunque su reputación ha aumentado sustancialmente de forma póstuma y muchas de sus novelas se han reeditado. El éxito actual puede deberse en gran parte a la influencia que tuvo en 1999 el ensayo de Stewart O'Nan en la Boston Review, "El Mundo Perdido de Richard Yates : ¿Por qué las obras del gran escritor de la Edad de Ansiedad dejaron de publicarse?", donde decía: "Éste es el misterio de Richard Yates: ¿Qué hizo posible que un escritor tan respetado, e incluso muy querido por sus pares, un escritor capaz de conmover tan profundamente a sus lectores, cayera tan pronto en el olvido y dejara de editarse tan rápidamente? ¿Cómo es posible que un autor cuyo trabajo definía el desvarío de la "Edad de la Ansiedad" tan diestramente como Fitzgerald lo hizo con la "Era del Jazz", un autor que influyó en los iconos literarios estadounidenses como Raymond Carver y Andre Dubus, entre otros, un autor tan rotundo y franco en su prosa y en la elección de los personajes, pueda tan solo encontrarse hoy clasificado en el fondo polvoriento del nivel más bajo de la sección de ficción de tiendas de libros de segunda mano? ¿Cómo puede ser que nadie lo sepa? ¿Cómo puede ser que nadie haga nada por solucionarlo?".
Con el resurgimiento tras su muerte del interés por la vida y los trabajos de Richard Yates, Blake Bailey publicó la primera biografía profunda de Yates, Una Honradez Trágica: La Vida y Trabajo de Richard Yates (2003). Se le ha comparado con autores como J.D. Salinger, John Updike y John Cheever; su estilo es menos depurado pero también es más transparente que el de estos.
El director de cine Sam Mendes ha dirigido Revolutionary Road, reuniendo en la película a los actores de "Titanic", Leonardo DiCaprio y Kate Winslet (esposa de Mendes), estrenada el 26 de diciembre de 2008.

## Obras

### Novelas
- 1961: Revolutionary Road (Vía revolucionaria, Alfaguara)
- 1969: A Special Providence (Una providencia especial, RBA)
- 1975: Disturbing the Peace (El perturbador, Noguer; Sin paz, Fiordo)
- 1976: The Easter Parade (Desfile de pascua, Ultramar; Las hermanas Grimes, Alfaguara)
- 1978: A Good School (Una buena escuela, RBA)
- 1984: Young Hearts Crying (Jóvenes corazones desolados, RBA)
- 1986: Cold Spring Harbor (RBA)

### Cuentos
- 1962: Eleven Kinds Of Loneliness (Once tipos de soledad, Emecé y Fiordo; Once maneras de sentirse solo, RBA)
- 1981: Liars in Love (Mentirosos enamorados, Fiordo)